# Bahía Uruguay
La bahía Uruguay es un accidente litoral ubicado dentro de la ría Deseado, en el Departamento Deseado, en la Provincia de Santa Cruz (Patagonia, Argentina). Corresponde a una de las tres divisiones internas que tiene la ría Deseado, siendo la bahía central, ya que al oeste se halla la bahía Concordia y al este se encuentra la bahía Magallanes. Se halla aproximadamente a 10 km en línea recta al sur de la ciudad de Puerto Deseado. 
El límite de esta bahía lo constituyen, por el oeste las penínsulas Stokes y Viedma, y por el este la Barranca de los Cormoranes en la isla Elena. Dentro de esta bahía se incluyen varias islas, como la isla del Rey, isla de los Pájaros, e islote Burlotti. En la zona de la bahía Uruguay existe una importante avifauna que suele nidificar en las islas y costas acantiladas. También se pesca tiburón gatopardo (Notorynchus cepedianus).
Tiene una profundidad de entre 12 y 20 metros, es de fondo plano compuesto por arenas y gravas arenosas. Se registran sedimentos de arenas medianas y finas debido a una mayor movilidad de las aguas que en la bahía Concordia en este tramo de la ría. Sus medidas aproximadas son 5 kilómetros de largo por 2 kilómetros de ancho máximo.